# Episodi di Art of Crime (prima stagione)
La prima stagione della serie televisiva Art of Crime, composta da 6 episodi, è stata trasmessa in Francia su France 2 dal 17 novembre al 1º dicembre 2017.
In Italia, la stagione va in onda su Fox Crime dal 16 agosto al 13 settembre 2018.
| n° | Titolo originale                          | Titolo italiano                                 | Prima TV Francia | Prima TV Italia   |
| -- | ----------------------------------------- | ----------------------------------------------- | ---------------- | ----------------- |
| 1  | Une beauté faite au naturel: Partie 1 & 2 | La Monna Vanna (prima e seconda parte)          | 17 novembre 2017 | 16 agosto 2018    |
| 2  | Une beauté faite au naturel: Partie 1 & 2 | La Monna Vanna (prima e seconda parte)          | 17 novembre 2017 | 16 agosto 2018    |
| 3  | Une morte galante: Partie 1 & 2           | Festa di corte (prima e seconda parte)          | 24 novembre 2017 | 23 agosto 2018    |
| 4  | Une morte galante: Partie 1 & 2           | Festa di corte (prima e seconda parte)          | 24 novembre 2017 | 30 agosto 2018    |
| 5  | Une œuvre en noir: Partie 1 & 2           | La zattera della medusa (prima e seconda parte) | 1º dicembre 2017 | 6 settembre 2018  |
| 6  | Une œuvre en noir: Partie 1 & 2           | La zattera della medusa (prima e seconda parte) | 1º dicembre 2017 | 13 settembre 2018 |

## La Monna Vanna (prima e seconda parte)
- Titolo originale: Une beuté faite au naturel: Partie 1 & 2
- Diretto da: Charlotte Brandstrom

### Trama
Antoine Verlay è un poliziotto intuitivo che apprezza l'efficienza e le indagini complicate, ed è stato apprezzato dai suoi superiori, gli fu affidato dal comandante Pardo un singolare dossier. Verlay, infatti dovrà indagare su un furto avvenuto al castello di Amboise in cui è stato coinvolto un dipinto raffigurante Anna di Bretagna, oltre al furto c'è stato anche un omicidio avvenuto nei giardini. Però Verlay collabora con Florence Chassagne, storica dell'arte, che nonostante le tensioni tra loro, il collaboratore Pardo rimane coinvolto dell'efficacia del loro duo.

## Festa di corte (prima e seconda parte)
- Titolo originale: Une morte galante: Partie 1 & 2
- Diretto da: Eric Woreth

### Trama
Verlay è stato incaricato insieme a Florence Chassagne per indagare sull'omicidio di uno studente di una prestigiosa scuola dell'arte avvenuta durante una festa organizzata in seguito alla ricostruzione vivente di un dipinto di Watteau. Inizialmente si pensa al movente della gelosia, ma si scopre che in realtà è avvenuto per qualcos'altro.

## La zattera della medusa (prima e seconda parte)
- Titolo originale: Une œuvre en noir: Partie 1 & 2
- Diretto da: Eric Woreth

### Trama
Verlay e Florence indagano su una serie di crimini tra cui: la morte per avvelenamento di uno storico dell'arte davanti alla Zattera della Méduse al Louvre e poi il duplice omicidio dell'amante e del marito di quest'ultima e scoprono che hanno a che fare la pittura di Géricault.